# Tây Hoàng
Tây Hoàng (chữ Hán 西黃) là một nước chư hầu được thành lập vào khoảng giữa thời Tây Chu và bị diệt vong vào khoảng giữa thời Xuân Thu, nghĩa là thời gian tồn tại của nó trong lịch sử Trung Quốc có thể xác nhận chừng trên dưới 300 năm. 

## hình thành
Các sách sử chính thống không có quyển nào nhắc đến cội nguồn của quốc gia này và vua đầu tiên của nó là ai, tuy nhiên sự hiện diện của nó thì lại thấy đề cập đến bởi quan hệ ngoại giao giữa các nước lớn tranh hùng tranh bá thời Xuân Thu. Theo ghi chép từ Gia Phả họ Hoàng của người Trung Quốc thì vào đời Chu Hiếu Vương đã phân phong nước Tây Hoàng cho hậu duệ ngành thứ thế hệ thứ 53 của Huệ Liên thời Nghiêu Thuấn, ngày nay địa bàn nước ấy thuộc vùng đất phía đông Hán thủy thuộc huyện Nghi Thành tỉnh Hồ Bắc. Đành rằng Gia Phả là nguồn tự xuất bản nên không đủ uy tín để kiểm chứng thông tin nên chúng ta chưa thể khẳng định nó là đúng hay sai, vấn đề này còn đang tranh cãi và phải chờ thêm thời gian để các học giả hay các nhà khảo cổ học nghiên cứu để trả lời. Nhưng có điều ta biết được rằng sở dĩ quốc gia này gọi là Tây Hoàng bởi thời kỳ đó đã và đang tồn tại một nước Hoàng khác có vị trí ở phía đông triều đình nhà Chu, vậy nên các sử gia hậu thế phải chua thêm chữ "tây" bên cạnh để phân biệt.

## diệt vong
Trong những cuộc chiến khốc liệt giữa các nước chư hầu thì Tây Hoàng là quốc gia nhỏ bé nên tầm ảnh hưởng không lớn do vậy chỉ được nhắc qua loa trong một số lần minh hội mà thôi, theo quy luật tự nhiên "cá lớn nuốt cá bé" mình không nuốt được họ ắt sẽ bị họ nuốt mà cuối cùng nước Tây Hoàng bị diệt vong. Còn vấn đề nước Tây Hoàng bị nước nào xóa sổ thì sử sách lại không nói đến nhưng Gia Phả họ Hoàng thì cho rằng đó là nước Sở, nhưng nước Hoàng ở phương đông kia ở Gia Phả nói rằng bị nước Tấn đánh bại mà trong các sử sách chính thống của người Trung Quốc cũng ghi bị nước Sở tiêu diệt do vậy còn nhiều điểm nghi vấn ta chưa thể khẳng định. Giá như cuốn Gia Phả họ Hoàng kia mà là chính sử hoặc ít ra cũng do một người nổi tiếng về lĩnh vực này viết thì hay biết mấy, hoặc là người viết Gia Phả họ Hoàng cũng là nhà sử học lỗi lạc hay chuyên gia khảo cổ học thì đâu có gì phải bàn cãi nữa. Dù sao thì sự tồn vong của nước Tây Hoàng cũng có chút ảnh hưởng chính trị nhất định đến cục diện thời Xuân Thu, vua cuối cùng của nước này là Hoàng Mục hầu bị thất trận mà phải trốn chạy lưu vong sang nước Tề.

## Các vị quân chủ
- Hoàng Di

19 đời không thể khảo chứng
- Hoàng Hi hầu
- Hoàng Huệ hầu
- Hoàng Văn hầu
- Hoàng Chiêu hầu
- Hoàng Huệ hầu
- Hoàng Cảnh hầu
- Hoàng Thành hầu
- Hoàng Vũ hầu
- Hoàng Mục hầu

## xem thêm
- Tham Hồ
- nước Hoàng
- Chu Hiếu Vương

## tham khảo
- Trúc thư kỉ niên
- Chu sử
- kinh Xuân Thu
- sách Kinh Sở tuế thời ký
- Gia Phả họ Hoàng
- Sử ký, Sở thế gia